# Hannibal (Dortmund-Dorstfeld)
 (août 2023).
Le contenu est difficilement compréhensible vu les erreurs de traduction, qui sont peut-être dues à l'utilisation d'un logiciel de traduction automatique.
Pour les articles homonymes, voir Hannibal (homonymie).

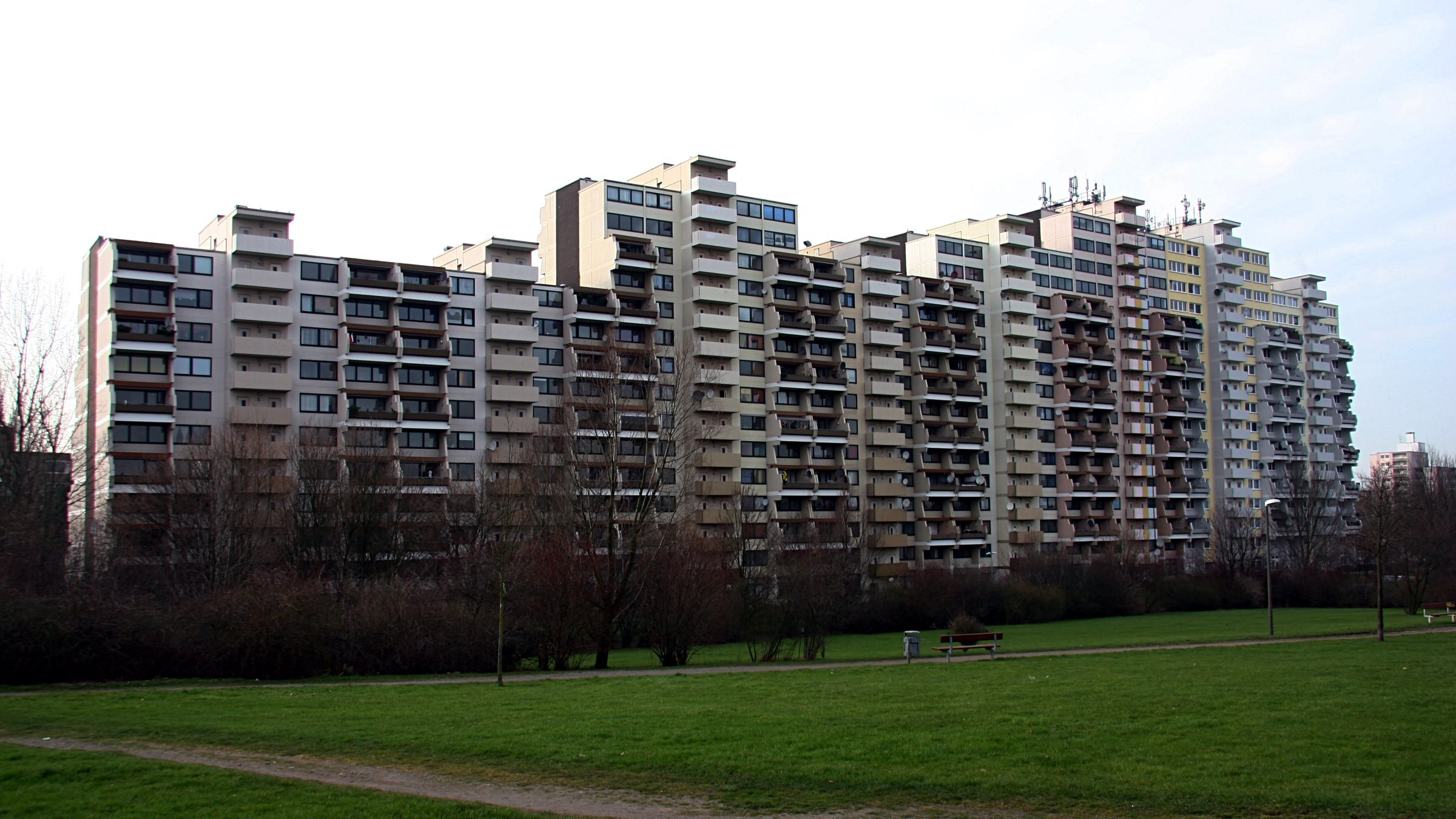
La façade du bâtiment

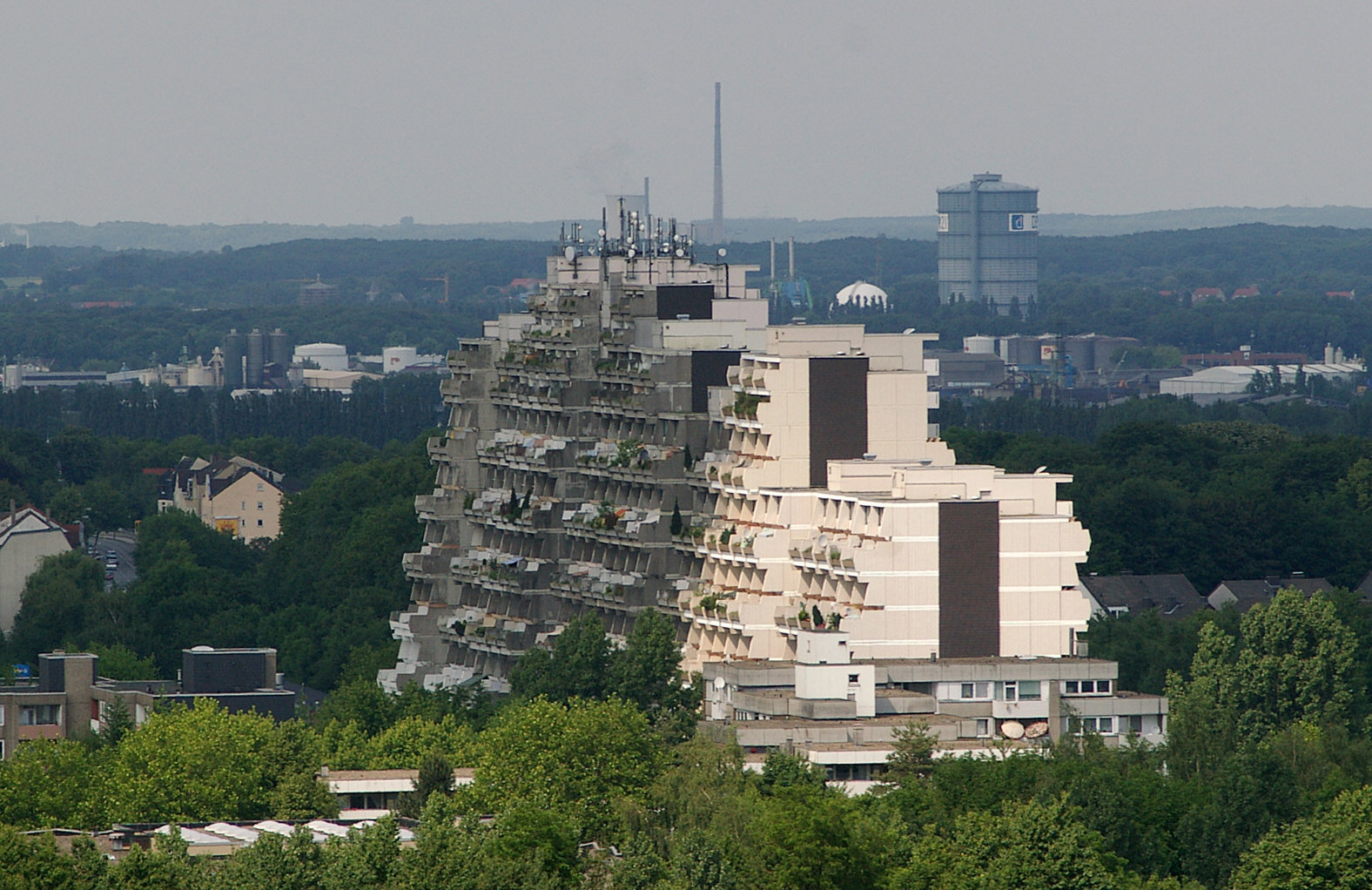
Le bâtiment

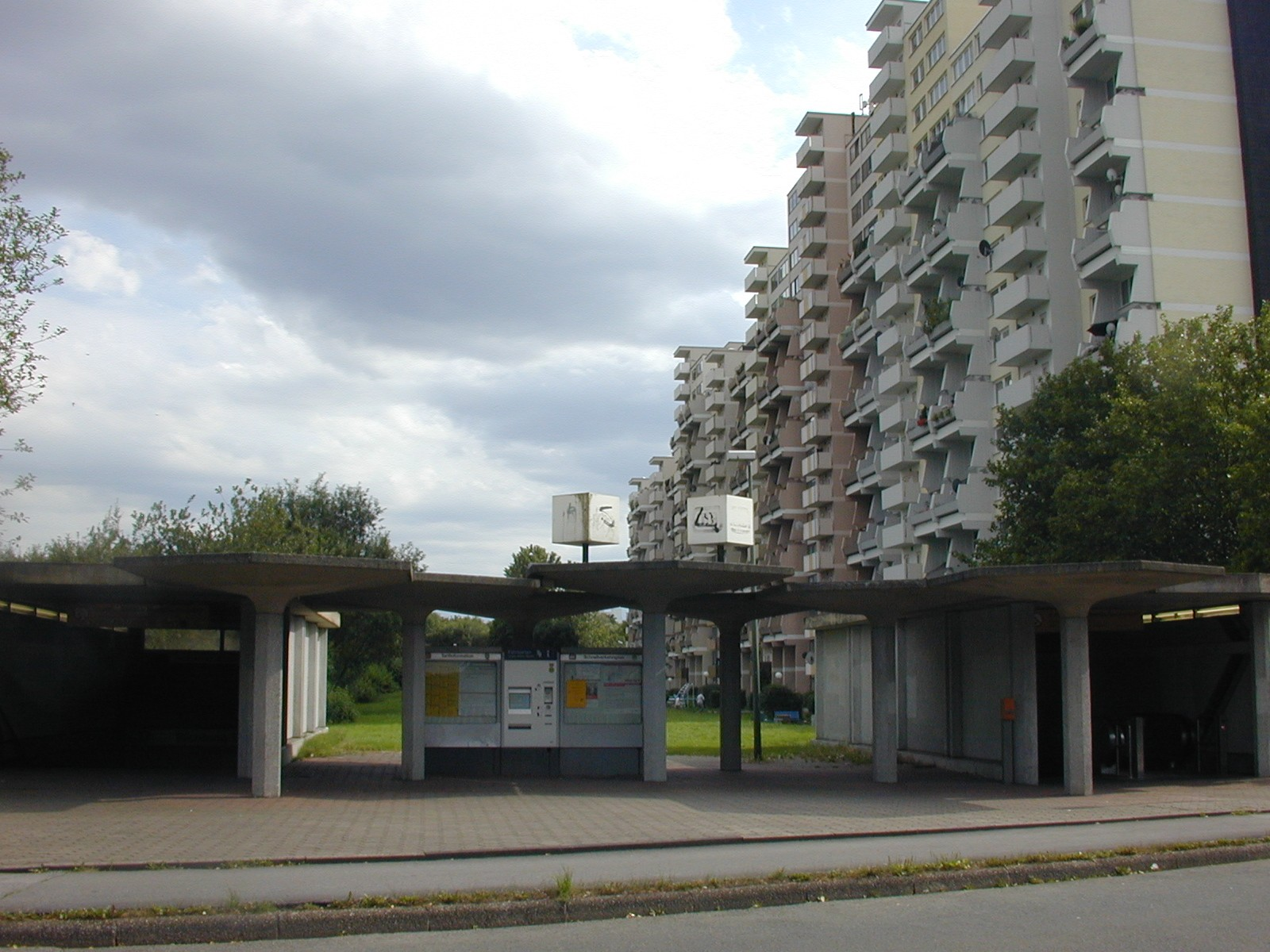
La station du train de banlieue (S-Bahn Rhin-Ruhr) à proximité du bâtiment

Hannibal est le nom d’un ensemble d'immeubles d'habitation dans le quartier de Dorstfeld à Dortmund, en Allemagne.

## Construction et lieu
L’ensemble d’habitation se trouve à Dorstfeld ; il a été construit par la société immobilière Dogewo (de) de 1972 à 1975. Il fait 70 mètres de hauteur au 18e étage. Il est plus grand que l'immeuble Hannibal de Nordstadt (également à Dortmund). Contrairement à celui-ci, il n'y a pas de locaux commerciaux au rez-de-chaussée.

## Histoire

### Vente
En 2004, Dogewo a vendu le complexe résidentiel à la société de logement Janssen & Helbing. Elle a commencé des travaux importants de rénovation, car les bâtiments présentaient des défauts structurels, mais la société a déposé le bilan en 2005. L’ensemble a été placé sous séquestre et les travaux ont été arrêtés. Dans une partie du bâtiment, les façades et fenêtres ont été rénovées mais le reste est toujours tel qu’il était après l'achèvement de la construction.
Jusqu’en 2016, les travaux de réparation étaient limités au strict minimum. Le propriétaire actuel du bâtiment est Lütticher 49 Properties. Les propriétaires du bâtiment ont changé fréquemment, principalement ils ont eu des mises sous séquestre, mais les lacunes courantes telles que la panne fréquente des ascenseurs, les fenêtres qui fuient et le plâtre qui s’écaille n’étaient pas éliminées,,.

### Évacuation
Lors d’une inspection incendie le 29 août 2017, de nombreux défauts à réparer par le propriétaire ont été relevés. Lors d’une inspection le 19 septembre, d’autres défauts graves dans les voies d’évacuation ont été constatés. Il a également été découvert par hasard que les gaz de fumée pouvaient se propager sans entrave des parkings souterrains dans les espaces d’habitation et entre eux étages via les conduits d’air et de câbles. Ceci est conforme aux préoccupations exprimées dans l’évaluation immobilière avant la vente aux enchères du bâtiment.
Le 21 septembre 2017, la municipalité de Dortmund a délivré une interdiction d’utilisation au propriétaire, d’abord verbalement puis par écrit le 11 octobre. Elle a émis un ordre d’expulsion et a laissé le soin à la propriétaire de décider comment elle voulait procéder à l’expulsion. La municipalité de Dortmund a pris le contrôle du complexe immobilier et l’a évacué dans l'après-midi du 21 septembre,,.
La municipalité a scellé les portes et a demandé aux pompiers de Dortmund de mettre en place un garde-feu. Sur demande auprès de la municipalité, les habitants pouvaient visiter leurs locaux pendant une courte durée et accompagnés.

Le 23 octobre 2017, l'ensemble immobilier a été repris par la propriétaire, qui l’a ensuite fait garder par une société de gardiennage.
Selon la société de services publics « DEW21 (de) », l’alimentation en eau du bâtiment a été coupée fin 2017 ; le système de chauffage du contrat de chauffage local a également été démantelé. Le bâtiment a été fermé le 31 janvier 2018. La garde était depuis incomplète. Peu de locataires se sont battus pour avoir la possibilité d'entrer dans leurs appartements par le biais d’une action en justice. Dans la période qui a suivi, il y a été des cambriolages et des ravages, et aussi il y a eu un incendie causé par des ordures dans un couloir.
Selon une déclaration faite par le propriétaire en 2018, le complexe résidentiel devrait être entièrement rénové à partir de mi-2019 et prêt à être occupé fin 2020. Il a indiqué qu’il devrait y avoir plus de logements disponibles qu’auparavant, y compris des logements pour étudiants et des logements individuels. Les locataires restants devraient être autorisés à revenir aux anciennes conditions.

### Assainissement
En février 2021, la société de logement « Lütticher 49 Properties » qui était aussi la propriétaire a vendu l'ensemble. Alors que la société « Forte Gruppe » est la nouveau propriétaire, il est connu que le bâtiment appartient à la société « Dortmund Green Living B.V. » qui est basée à Amsterdam,. Mais il est connu depuis juillet 2023 que le bâtiment appartient à la société « Forte Capital Germany » de Francfort-sur-le-Main.
Début 2022, les préparatifs de la rénovation ont commencé avec le démantèlement de l’installation du bâtiment et des sanitaires. Les huit ascenseurs en place depuis l’achèvement du bâtiment seront remplacés par de nouveaux. La rénovation a été suspendue pendant un certain temps, mais depuis juillet 2023, le bâtiment continue d’être assaini.
Les premiers logements devraient être prêts à emménager début 2025.